# Flyveløse fugle
Flyveløse fugle er fugle, der har mistet evnen til at flyve. Der findes i dag over 60 levende vilde fuglearter, der ikke kan flyve, herunder velkendte arter som strudse, nanduer, emuer, kiwier og pingviner. Ud over disse er der en række arter, der langsomt (gennem evolution) har mistet deres flyveevne og kun i begrænset omfang er i stand til at flyve. Den mindste flyveløse fugl i dag er Inaccessible dværgriksen, som måler 12,5 cm og vejer omkring 34,5 gram. De største fugle der ikke kan flyve, er også verdens største fugle, nemlig strudsene, der måler omkring 2,7 meter og vejer op til 155 kg. De mindste kendte arter, som langnæbbet gærdesmutte er uddøde.
Den manglende evne til at flyve har udviklet sig uafhængigt på tværs af mange forskellige artsgrupper. Mest ekstremt blandt de største rovfugle, eksempelvis terrorfuglen, der udviklede sig til et kraftigt rovdyr, der udelukkende færdedes på landjorden. Hos de primitive fuglearter, herunder strudsene, forsvandt evnen til at flyve lige efter Kridt-Palæogen-grænsen for 66 millioner år siden, hvor alle flyveløse dinosaurer og større hvirveldyr uddøde. Andre grupper af mindre arter, f.eks. vandhøns, levede på isolerede steder som øer, hvor antallet af rovdyr var lavt, og udviklede sig derfor til landlevende fugle meget senere.
En trussel mod mange flyveløse arter fra de isolerede egne, er såkaldt naturaliserede arter af altædere, f.eks. rotter, svin og lignende.
Mange tamme fugle har mistet deres evne til at flyve over længere afstande, herunder tamhøns og ænder, mens deres vilde artsfæller kan flyve. Dog har en meget lille del af tamfuglene fuldstændigt mistet evnen til at flyve på grund af hård selektiv avl.